# Okrug Medzilaborce
Okrug Medzilaborce (slovački: Okres Medzilaborce) nalazi se u istočnoj Slovačkoj u  Prešovskom kraju.  U okrugu živi 10 605 stanovnika (ali i puno Rusini), dok je gustoća naseljenosti 24,82 stan/km². Ukupna površina okruga je 427,26 km². Glavni grad okruga Medzilaborce je istoimeni grad  Medzilaborce s 5723 stanovnika.

## Stanovništvo
| Godina:     | 1994.  | 2004.   | 2014.   | 2024.    |
| ----------- | ------ | ------- | ------- | -------- |
| Broj ljudi: | 12 962 | 12 392  | 12 252  | 10 605   |
| Razlika:    |        | −4,39 % | −1,12 % | −13,44 % |

| Godina:     | 2023.  | 2024.   |
| ----------- | ------ | ------- |
| Broj ljudi: | 10 665 | 10 605  |
| Razlika:    |        | −0,56 % |

## Gradovi
- Medzilaborce

## Općine
| - Brestov nad Laborcom - Čabalovce - Čabiny - Čertižné - Habura - Kalinov - Krásny Brod - Ňagov | - Oľka - Oľšinkov - Palota - Radvaň nad Laborcom - Repejov - Rokytovce - Roškovce - Sukov | - Svetlice - Valentovce - Volica - Výrava - Zbojné - Zbudská Belá |

### Ostali projekti
|  | Zajednički poslužitelj ima još gradiva o temi Okrug Medzilaborce |